# 11 (број)
11 (једанаест) је број, нумерал и име глифа који представља тај број. То је непаран природан број који следи после броја 10 а претходи броју 12.

### Хемија
- Атомски број хемијског елемента натријума је 11.